# 英萨利
英萨利（1925年10月24日—2013年3月14日），又译英沙里，赤柬高層人物，曾任赤柬政權副總理兼外交部長。

## 簡介
英萨利於1925年10月24日出生于交趾支那茶荣省周城县（位于今日越南南部），原名金莊，在加入赤柬後改用現在的名字。英萨利的父亲是下高棉人；母亲是華人，年幼时候迁居到交趾支那。不过，英萨利在2011年接受审判时声称自己母亲是中越混血儿。英薩利也是波爾布特的主要助手，自1993年起領導赤柬游擊隊對抗政府，至1996年被捕，及後獲得特赦。2004年7月因心臟病發而送往泰國就醫。
2007年11月12日，英萨利及其夫人英蒂丽被柬埔寨當局逮捕。2009年12月16日，柬埔寨法院特別法庭控告他在執政期間犯有「種族滅絕」罪，在柬埔寨境內屠殺越南人及占族穆斯林的少數民族。
2013年3月14日去世，終年87歲。